# Травневое (Житомирская область)
Травневое (укр. Травневе) — село на Украине, основано в 1794 году, находится в Коростышевском районе Житомирской области.
Население по переписи 2001 года составляет 229 человек. Почтовый индекс — 12513. Телефонный код — 4130. Занимает площадь 16,98 км².

## Адрес местного совета
12513, Житомирская область, Коростышевский р-н, с. Садовое